# حاجز الجهد المستطيل
حاجز الجهد المستطيل في الميكانيكا الكمية مسألة أحادية البعد توضح ظاهرة نفق الموجة الميكانيكية وانعكاس الموجة الميكانيكية. وتتكون المسألة من حل معادلة شرودنغر أحادية البعد المستقلة عن الزمن لجسيم يواجه حاجز طاقة كامنة مستطيلا. ويفترض فيها أن الجسيم الحر يصطدم بالحاجز من اليسار.
كلاسيكياً مع أن الجسيم الذي يتصرف ككتلة نقطية سوف ينعكس إذا كانت طاقته أقل من
{\displaystyle V_{0}}، فإن الجسيم الذي يتصرف فعليًا كموجة مادية لديه احتمال غير صفري لاختراق الحاجز ومواصلة انتقاله كموجة على الجانب الآخر. في الفيزياء الموجية الكلاسيكية، يُعرف هذا التأثير باسم اقتران الموجة المتضائلة. يُعطى احتمال مرور الجسيم عبر الحاجز بواسطة معامل النفاذ، في حين يُعطى احتمال انعكاسه بواسطة معامل الانعكاس. تسمح معادلة شرودنغر الموجية بحساب هذه المعاملات.

## الحساب

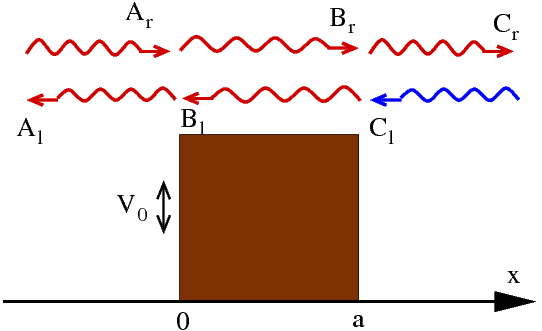
الإستطارة عند حاجز جهد محدود بارتفاع. أشير إلى سعة واتجاه الموجات المتحركة يساراً ويميناً. واللون الأحمر، لتلك الموجات المستخدمة لاشتقاق سعة الانعكاس والنفاذ. لهذا الرسم التوضيحي.

معادلة شرودنجر المستقلة عن الزمن للدالة الموجية {\displaystyle \psi (x)} تُكتب بالشكل:
{\displaystyle {\hat {H}}\psi (x)=\left[-{\frac {\hbar ^{2}}{2m}}{\frac {d^{2}}{dx^{2}}}+V(x)\right]\psi (x)=E\psi (x)} حيث {\displaystyle {\hat {H}}} هو الهاملتوني ، {\displaystyle \hbar } هو ثابت بلانك (المختزل) ، {\displaystyle m} هي الكتلة، {\displaystyle E} طاقة الجسيمات و {\displaystyle V(x)=V_{0}[\Theta (x)-\Theta (x-a)]} هو جهد الحاجز بارتفاع {\displaystyle V_{0}>0} وعرض {\displaystyle a}.
{\displaystyle \Theta (x)=0,\;x<0;\;\Theta (x)=1,\;x>0} هي دالة هيفيسايد الدرجية، أي، {\displaystyle V(x)={\begin{cases}0&{\text{if }}x<0\\V_{0}&{\text{if }}0<x<a\\0&{\text{if }}a<x\end{cases}}}يقع الحاجز بين {\displaystyle x=0} و {\displaystyle x=a} . يمكن ازاحة الحاجز إلى أي موضع {\displaystyle x} دون تغيير النتائج. الحد الأول في الهاملتوني، {\textstyle -{\frac {\hbar ^{2}}{2m}}{\frac {d^{2}}{dx^{2}}}\psi } هو الطاقة الحركية.
يقسم الحاجز الفضاء إلى ثلاثة أجزاء ( {\displaystyle x<0,0<x<a,x>a} ). في أي من هذه الأجزاء، يكون الجهد ثابتًا، مما يعني أن الجسيم شبه حر، ويمكن كتابة حل معادلة شرودنجر على شكل تراكب للموجات المتحركة يساراً ويميناً (انظر الجسيم الحر ). وعندما {\displaystyle E>V_{0}} فإن الدالة الموجية تأخذ الصيغ التالية:{\displaystyle {\begin{cases}\psi _{L}(x)=A_{r}e^{ik_{0}x}+A_{l}e^{-ik_{0}x}&x<0\\\psi _{C}(x)=B_{r}e^{ik_{1}x}+B_{l}e^{-ik_{1}x}&0<x<a\\\psi _{R}(x)=C_{r}e^{ik_{0}x}+C_{l}e^{-ik_{0}x}&x>a\end{cases}}} حيث ترتبط الاعداد الموجية بالطاقة من خلال: {\displaystyle {\begin{cases}k_{0}={\sqrt {2mE/\hbar ^{2}}}&x<0\quad {\text{or}}\quad x>a\\k_{1}={\sqrt {2m(E-V_{0})/\hbar ^{2}}}&0<x<a.\end{cases}}}الدليل السفلي {\displaystyle r/l} على المعاملات {\displaystyle A} و {\displaystyle B} يدل على اتجاه متجه السرعة. لاحظ أنه إذا كانت طاقة الجسيم أقل من ارتفاع الحاجز، يصبح {\displaystyle k_{1}} خياليًا والدالة الموجية تضْمَحَلّ بشكل كبير داخل الحاجز. ومع ذلك نحتفظ بالدليل {\displaystyle r/l} على الرغم من عدم انتشار الموجات بعد الآن في هذه الحالة. حيث افترضنا هنا أن {\displaystyle E\neq V_{0}} . الحالة {\textstyle E=V_{0}} سنتطرق لها أدناه.
الثوابت {\displaystyle A,B,C} يجب ايجادها من الشروط الحدودية للدالة الموجية عند {\displaystyle x=0} و {\displaystyle x=a} . الدالة الموجية ومشتقتها يجب أن تكونا متصلتين في كل مكان، لذا {\displaystyle {\begin{aligned}\psi _{L}(0)&=\psi _{C}(0)\\\left.{\frac {d\psi _{L}}{dx}}\right|_{x=0}&=\left.{\frac {d\psi _{C}}{dx}}\right|_{x=0}\\\psi _{C}(a)&=\psi _{R}(a)\\\left.{\frac {d\psi _{C}}{dx}}\right|_{x=a}&=\left.{\frac {d\psi _{R}}{dx}}\right|_{x=a}.\end{aligned}}}بوضع الدوال الموجية، تعطي الشروط الحدودية القيود التالية على الثوابت:
{\displaystyle A_{r}+A_{l}=B_{r}+B_{l}} {\displaystyle ik_{0}(A_{r}-A_{l})=ik_{1}(B_{r}-B_{l})} {\displaystyle B_{r}e^{iak_{1}}+B_{l}e^{-iak_{1}}=C_{r}e^{iak_{0}}+C_{l}e^{-iak_{0}}} {\displaystyle ik_{1}\left(B_{r}e^{iak_{1}}-B_{l}e^{-iak_{1}}\right)=ik_{0}\left(C_{r}e^{iak_{0}}-C_{l}e^{-iak_{0}}\right).}

## النفاذ والانعكاس
عند هذه النقطة، من المفيد مقارنة الوضع بالحالة الكلاسيكية. وفي كلتا الحالتين، يتصرف الجسيم كجسيم حر خارج منطقة الحاجز. فالجسيم الكلاسيكي ذو طاقة {\displaystyle E} أكبر من ارتفاع الحاجز {\displaystyle V_{0}} سوف ينفذ دائما عبر الحاجز، والجسيم الكلاسيكي الساقط على الحاجز بطاقة {\displaystyle E<V_{0}} سوف ينعكس دائمًا.
لدراسة الحالة الكمية نأخذ بعين الاعتبار الحالة التالية: جسيم ساقط على الحاجز من الجانب الأيسر ({\displaystyle A_{r}}). يمكن أن ينعكس ({\displaystyle A_{l}}) أو ينفذ ({\displaystyle C_{r}}).
لإيجاد سعات الانعكاس والنفاذ للسقوط من اليسار، نضع في المعادلات أعلاه {\displaystyle A_{r}=1} (الجسيم الساقط)، {\displaystyle A_{l}=r} (للانعكاس)، {\displaystyle C_{l}=0} (لا يوجد جسيم ساقط من اليمين)، و {\displaystyle C_{r}=t} (للنفاذ). ثم نزيل المعاملات {\displaystyle B_{l},B_{r}} من المعادلة ونحلها لايجاد {\displaystyle r} و {\displaystyle t}.
والنتيجه هي:
{\displaystyle t={\frac {4k_{0}k_{1}e^{-ia(k_{0}-k_{1})}}{(k_{0}+k_{1})^{2}-e^{2iak_{1}}(k_{0}-k_{1})^{2}}}} {\displaystyle r={\frac {(k_{0}^{2}-k_{1}^{2})\sin(ak_{1})}{2ik_{0}k_{1}\cos(ak_{1})+(k_{0}^{2}+k_{1}^{2})\sin(ak_{1})}}.}
ونظرًا للتماثل المرآوي للنموذج، فإن سعات السقوط من اليمين هي نفس سعات السقوط من اليسار. لاحظ أن هذه التعبيرات تنطبق على أي طاقة {\displaystyle E>0}, {\displaystyle E\neq V_{0}}. أما اذا كان {\displaystyle E=V_{0}}, فإن {\displaystyle k_{1}=0}, فسيكون هناك تفردية في كلا التعبيرين.

## تحليل التعبيرات المتحصل عليها

### E<V0

احتمالية النفاذ خلال حاجز جهد محدود لـ = 1، 3، و 7. الخط المتقطع: النتيجة الكلاسيكية. الخط المتصل: النتيجة الميكانيكية الكمية.

والنتيجة المدهشة هي أنه بالنسبة للطاقات الأقل من ارتفاع الحاجز، {\displaystyle E<V_{0}} هناك احتمال غير صفري هو:{\displaystyle T=|t|^{2}={\frac {1}{1+{\frac {V_{0}^{2}\sinh ^{2}(k_{1}a)}{4E(V_{0}-E)}}}}}لينتقل الجسيم عبر الحاجز، عندما
{\textstyle k_{1}={\sqrt {2m(V_{0}-E)/\hbar ^{2}}}}.
ويسمى هذا التأثير، الذي يختلف عن الحالة الكلاسيكية، العبور النفقي الكمي. يُخْمَد النفاذ أسياً مع عرض الحاجز، والذي يمكن فهمه من الشكل الوظيفي لدالة الموجة: خارج الحاجز تتذبذب بمتجه موجة {\displaystyle k_{0}}, بينما داخل الحاجز تتضائل أسياً على مسافة تبلغ {\displaystyle 1/k_{1}}. إذا كان الحاجز أوسع بكثير من طول الاضمحلال هذا، يكون الجزء الأيسر والأيمن مستقلين فعليًا ويُخْمَد العبور النفقي نتيجة لذلك.

### E>V0
في هذه الحالة {\displaystyle T=|t|^{2}={\frac {1}{1+{\frac {V_{0}^{2}\sin ^{2}(k_{1}a)}{4E(E-V_{0})}}}},}حيث أن
{\textstyle k_{1}={\sqrt {2m(E-V_{0})/\hbar ^{2}}}}.
ومن المثير للدهشة أيضًا أنه بالنسبة للطاقات الأكبر من ارتفاع الحاجز، {\displaystyle E>V_{0}} ، قد ينعكس الجسيم من الحاجز باحتمال غير صفري هو:{\displaystyle R=|r|^{2}=1-T.}إن احتمالات النفاذ والانعكاس تتذبذب في الواقع مع {\displaystyle k_{1}a} . النتيجة الكلاسيكية للنفاذ المثالي دون أي انعكاس ( {\displaystyle T=1}, {\displaystyle R=0} ) يتكرر ليس فقط في حدود الطاقة العالية {\displaystyle E\gg V_{0}} ولكن أيضًا عندما تحقق الطاقة وعرض الحاجز العلاقة {\displaystyle k_{1}a=n\pi }، حيث أن {\displaystyle n=1,2,\dots } (انظر القمم بجوار {\displaystyle E/V_{0}=1.2} و1.8 في الشكل أعلاه). لاحظ أن الاحتمالات والسعات كما هو مكتوب هي لأي طاقة (أعلى / أسفل) ارتفاع الحاجز.

### E=V0
احتمال النفاذ عند {\displaystyle E=V_{0}} هو  {\displaystyle T={\frac {1}{1+ma^{2}V_{0}/2\hbar ^{2}}}.}ويمكن الحصول على هذا التعبير بحساب معامل النفاذ من الثوابت المذكورة أعلاه كما في الحالات الأخرى أو بأخذ غاية {\displaystyle T} عندما تقترب {\displaystyle E} من{\displaystyle V_{0}} . ولهذا الغرض تُعَرَّف النسبة: {\displaystyle x={\frac {E}{V_{0}}}}والتي تستخدم في الدالة {\displaystyle f(x)} :
{\displaystyle f(x)={\frac {\sinh(v_{0}{\sqrt {1-x}})}{\sqrt {1-x}}}}في المعادلة الأخيرة تُعَرَّف {\displaystyle v_{0}} كما يلي: {\displaystyle v_{0}={\sqrt {\frac {2mV_{0}a^{2}}{\hbar ^{2}}}}} يمكن إدراج هذه التعريفات في معادلة {\displaystyle T} التي نتجت لحاله {\displaystyle E<V_{0}} {\displaystyle T(x)={\frac {1}{1+{\frac {f(x)^{2}}{4x}}}}} الآن، عند حساب غاية {\displaystyle f(x)} عندما تقترب x من 1(باستخدام قاعدة لوبيتال)،
{\displaystyle \lim _{x\to 1}f(x)=\lim _{x\to 1}{\frac {\sinh(v_{0}{\sqrt {1-x}})}{(1-x)}}=\lim _{x\to 1}{\frac {{\frac {d}{dx}}\sinh(v_{0}{\sqrt {1-x}})}{{\frac {d}{dx}}{\sqrt {1-x}}}}=v_{0}\cosh(0)=v_{0}}
ويمكن الحصول أيضا على غاية{\displaystyle T(x)} عندما تقترب {\displaystyle x} من 1: {\displaystyle \lim _{x\to 1}T(x)=\lim _{x\to 1}{\frac {1}{1+{\frac {f(x)^{2}}{4x}}}}={\frac {1}{1+{\frac {v_{0}^{2}}{4}}}}}
بالتعويض عن التعبير أعلاه لـ {\displaystyle v_{0}} في القيمة المحسوبة للغاية، يعاد إنتاج التعبير أعلاه لـ T بنجاح.